# Híria de la Pulla

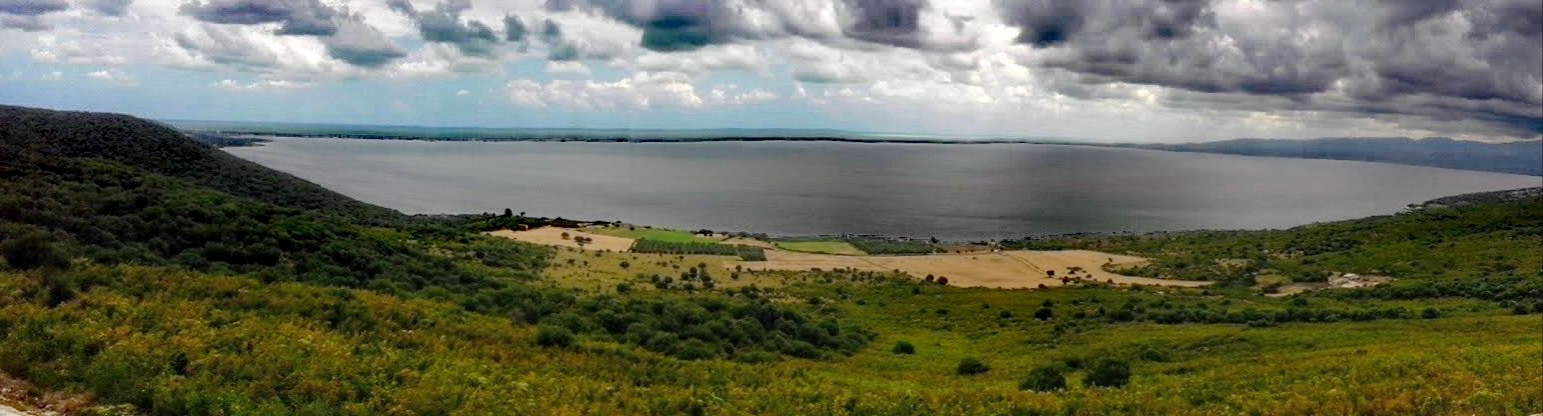
Probablement Híria estigui sota les aigües del llac de Varano, visible en aquesta imatge.

Híria de la Pulla (en grec antic Ύρια ; en llatí Hyria o Uria) fou una ciutat de la Pulla, a la costa de la mar Adriàtica, al nord del cap de Gargano, a la badia anomenada Urias Sinus. És esmentada per Estrabó,Pomponi Mela, Plini el Vell i Claudi Ptolemeu com a ciutat dels daunis. La ciutat és esmentada també per Dionís Periegetes com a ciutat marítima a l'entrada de l'Adriàtic, als límits amb el país dels iapigis. Com que no apareix descrita per cap altre autor, una de les teories, segons les indicacions d'Estrabó, és que correspongui amb Rodi, una petita ciutat a uns 30 km a l'oest de Viesti prop del Llac de Varano que podria ser una deformació de Lacus Urianus. Les teories més recents indiquen que està enfosa dins la riba oest d'aquest llac. Es produeix alguna confusió amb Híria de Calàbria (situada a la moderna Pulla).

## Història
Probablement fou fundada en l'època dels daunis (I mil·lenni aC) i després es va anar fent grega durant la segona colonització grega (segles VIII-V aC).
Va tenir el seu apogeu en època prèvia a la dominació romana, fins al punt de tenir moneda pròpia. Algunes monedes amb la inscripció en alfabet grec YPIA o YPIATΩN o, abreujat YP són els únics testimonis arqueològics que han perviscut.
Estava unida a la ciutat de Tiati (anomenada Teanum Apulum pels romans) a través d'una important calçada que recorria tot el Gargano septentrional.
La ciutat va desaparèixer de forma misteriosa, potser ja en època de l'Imperi Romà (segles I-V dC).
Tradicionalment s'ha suposat que va quedar submergida sota les aigües del llac de Varano a causa d'un terratrèmol i per això el llac hauria pres el nom d'"Urianum". Potser els ciutadans no van tenir temps de fugir i van perir en aquella tragèdia de la natura.

## El problema de la localització
La seva localització roman encara avui una incògnita en debat: la tradició historiogràfica l'identifica amb Vieste o amb Rodi, però alguns estudis recents semblen col·locar-la amb més certesa a la riba occidental del Llac de Varano, que a l'antiguitat era universalment conegut com a "Sinus Urianum".
Els historiadors dels segles xvi i xvii, Gabriele Barrio, Girolamo Marafioti i l'abat Fiore da Cropani van identificar, basats en lectures errònies, l'actual Condojanni  amb l'antiga Uria. En els seus escrits van afirmar que la ciutat podia haver estat fundada per Idomeneu, rei de Creta, que havia fugit de la Lòcrida grega i citaven com a suport d'aquesta hipòtesi a Titus Livi i a Estrabó.
Diverses campanyes d'excavacions fetes a començaments del segle XX i continuades a la dècada del 1950 a la plana que envolta el Llac de Varano han aportat restes d'una ciutat romana i la seva necròpoli.